# 空中铁匠

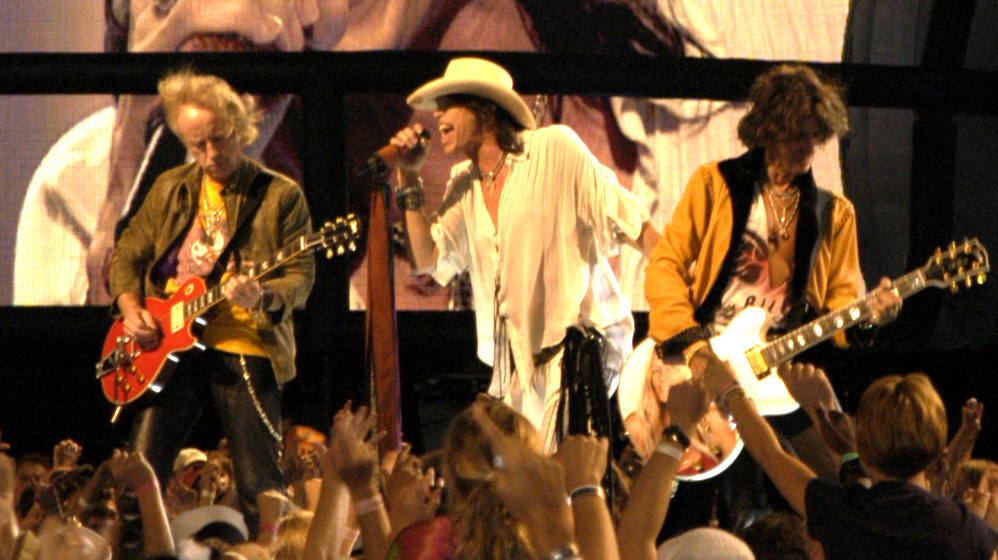
2003年在美国首都华盛顿的音乐会。

空中铁匠（Aerosmith）是一支著名的美国硬式摇滚樂團，他們常常被称为“来自波士顿的坏男孩”和“美国最伟大的摇滚乐队”，最初在1970年代早期在麻萨诸塞州的波士顿组成。他们的独特风格，是根植于基于布鲁斯的硬式摇滚，同时融合了流行音乐，重金属，华丽金属（glam metal），节奏布鲁斯的元素。他们的风格激励了后期一大批摇滚艺术家们。他们长期以来都是美国最畅销的摇滚乐团，在全球卖出了一亿五千万唱片，其中六千五百五十万在美国售出。他们同时保持了美国乐团中最佳白金唱片的记录。该乐队曾21次进入公告牌热榜100的前40名，9次主流摇滚排行榜第一名，4次格莱美奖，10次音乐电视奖。他们在2001年进入了摇滚名人堂。
1970年乐队组建于麻省的波士顿，当时吉他手Joe Perry和贝司手Tom Hamilton有个乐队名叫Jam Band，他们碰到了歌手史蒂芬·泰勒（Steven Tyler），鼓手Joey Kramer，以及吉他手Ray Tabano，于是组建了史密斯飛船（Aerosmith）。在1971, Brad Whitford接替了Tabano加入乐队，随后他们在1972年签约了哥伦比亚唱片公司，发行了一系列的白金唱片。1973年发行了与乐队同名的首张大碟Aerosmith。
2016年6月25日宣布隔年舉辦告別巡迴演唱會後即解散樂團，然而至今樂團仍在進行告別巡迴，面對詢問主唱曾表示告別巡迴可能直到永遠。

## 历史

### 成立（1964-1970）
1964年，史蒂芬·泰勒（Steven Tyler）在紐約揚克斯 (紐約州)組了自己的樂團，名為 The Strangeurs（後來的 Chain Reaction）。同時間，喬·佩里（吉他手）、湯姆·漢密爾頓（貝斯手）也組了他們的即興樂團。
1969年9月，喬·佩里和湯姆·漢密爾頓搬到波士頓馬薩諸塞州他們遇到了一個為了自己的樂團夢而從音樂學校中輟，加入喬·佩里即興樂團的鼓手，來自揚克斯 (紐約州) 的喬伊·克雷默。喬伊·克雷默在紐約的時候就認識泰勒，一直希望能與他組團，但因故未能實現。
1970年，喬·佩里的即興樂團與Chain Reaction有緣在同一個活動中表演，史蒂芬·泰勒立刻喜歡上了對方樂團的音樂，並產生想將兩團合併在一起的想法。同年10月，兩個樂團再次見面並為合併的細節進行討論。曾在Chain Reaction 擔任鼓手和後備歌手的史蒂芬·泰勒堅定拒絕在新樂團繼續擔任鼓手，並堅持他必須當主唱才同意合併。眾人一致同意他的意見，於是新樂團誕生了，他們一同搬進了波士頓聯邦大道1325號，展開他們新的表演計畫。
據報導，團員們曾經花了幾個下午的時間在收看三個臭皮匠的重播。某天，當他們在看完之後決定為了團名開個討論會。會中喬伊·克雷默說，當他還在念書的時候，某次聽了哈利·尼爾森的專輯《Aerial Ballet》後，腦海中突然浮現出Aerosmith的名稱，他趕緊寫在筆記本上避免忘掉。起初，團員們對這個團名並沒有反應，他們都認為他指的是高中英語課上被要求閱讀的辛克萊·路易斯小說。“不，不是Arrowsmith，”喬伊·克雷默趕緊解釋。“A-E-R-O  Aerosmith。團員們後來在與“The Hookers”和“Spike Jones”這幾個名字比較、討論之後決定使用Aerosmith作為團名。沒過多久，樂團邀請了史蒂芬·泰勒兒時好友雷·塔巴諾擔任節奏吉他手，並開始在當地演出。
1970年11月6日，史密斯飛船（Aerosmith）的第一場演出在麻薩諸塞州 Mendon的Nipmuc Regional High School (現改名Miscoe Hill Middle School)舉行。
史蒂芬·泰勒曾說：在這一段期間是他們最苦的日子，團體裡面有六個人，有些人就直接生活在廚房裡，如果能有一瓶啤酒可以喝那就是天堂。

### 1971
吉他手雷·塔巴諾o離開了史密斯飛船（Aerosmith），缺額由也曾在伯克利音樂學院就讀、待過Teapot Dome、Earth、Inc和Cymbal Of Resistance的新任吉他手Brad Whitford代替。除了1979年7月到1984年4月這段時間外，史蒂芬·泰勒（Steven Tyler）、湯姆·漢密爾頓、喬·佩里、布萊德·惠特福德、喬伊·克雷默這五人做為史密斯飛船（Aerosmith）的陣容基本上沒有改變過。

### 1972
Steven Tallarico正式改名為史蒂芬·泰勒（Steven Tyler）。八月，唱片公司的老闆Clive Davis來看史密斯飛船（Aerosmith）的表演，在看完“No Suprize”這一首歌之後便以十二萬五千元美金的價碼，將史密斯飛船（Aerosmith）簽給了CBS/哥倫比亞唱片公司。樂團也開始進入錄音室錄製新專輯Aerosmith，專輯由Adrian Barber製作，只花了二週的時間。

### 1973
1月1日，史密斯飛船（Aerosmith）的第一張專輯“Aerosmith”問世，並且展開巡迴演唱會，支援Mahavishnu管絃樂團和Mott The Hoople樂團的演出。這一張專輯在波士頓的銷售量遠超過了其他的專輯，Creem雜誌給予崇高的評價。在六月發行的二張單曲分別為"Dream On"和“Somebody”此外“Dream On”並在波士頓的電台裡獲得冠軍。

### 1974
三月完成了第二張專輯“Get Your Wings”於紐約的〈Record Plant〉錄音室錄製完成，發行的第一支單曲“Same Old Song And dance”

### 1975-1976
1975年初“Get Your Wings”獲得金唱片，二月時發行了"S.O.S(Too BAD)”/“Spaced”單曲，四月在紐約的「Record Plant」錄製新專輯“Toys In The Attic"在美最高名次Top 11，五月發行了，“Get Your Wings”專輯裡面的單曲“Sweet Emtion”/"Uncle Salty”並且打進Billboard Top 40，八月發行了“Walk This Way”/“Round And Round”，11月發行了“You See Me Cryin’”/"Toys In The Attic"。另外，隨著傳播媒體鋪天蓋地般地播報、放送他們的歌曲，史密斯飛船（Aerosmith）也規劃了更多的巡迴演唱會，他們的表演場地越辦越大，甚至曾經在可容納超過八萬人的底特律老虎球場表演。史密斯飛船（Aerosmith）終於也成了最受歡迎的表演團體，並且和同時期的ZZ Top、Kiss平起平坐。吉他手Joe perry說："我們是美國的搖滾團體，我們是從車庫團體一路走來的，是一個永不會終止的搖滾團體，你可以看到真實的我們，不會像齊柏林飛船那樣永遠的消失，也不會像滾石合唱團那樣總是不到你那裡，但是我們會、你等著迎接我們吧！"

### 1990
三月史密斯飛船（Aerosmith）的名字被列入洛杉磯日落大道的搖滾人行道上，並被搖滾雜誌樂評票選為1989年年度最佳重金屬樂團。在四月於波士頓，Hamilton被選為傑出貝斯手。同年的六月，他們和Warrant、Black Crows和Metallica，共同在多倫多舉行的重金屬演唱會裡表演。接著於搖滾樂壇的盛事《Monaters Of Rock》音樂節中登台演唱，另外參與的團體有Whitesnake、Poison和Thunder等，觀眾人數約有七萬兩千五百多人，而在史密斯飛船（Aerosmith）演唱“Kept A-Rolling”時，Jimmy Page亦加入了表演陣容。此外，史密斯飛船（Aerosmith）在這一年安排了一段長時間的假期並為下一張專輯做準備。該年“Pump”專輯的“What It Takes”在排行榜上獲得第九名，到了九月史密斯飛船（Aerosmith）又獲得了MTV的兩項大獎：
Best Metal / Hard Rock Video - “Janie's Got A Gun”
Viewers Choice Award - “Janie's Got A Gun” 。

### 1991
史密斯飛船（Aerosmith）以一首 “Janie's Got A Gun”獲得葛萊美獎最佳搖滾團體，然後在與Geffen仍有合約的情況下，另外和Sony預簽了一份四張唱片的合約，並且自1995年開始生效。據稱Sony預先支付一千萬美金當做簽約條件，在那之後，每張唱片還可以收取22%的版稅。本年度的全美MTV音樂獎中史密斯飛船（Aerosmith）獲得最受歡迎搖滾團體，以及最受歡迎重金屬樂團。

### 1992
史密斯飛船（Aerosmith）在波士頓音樂典禮上獲得了最傑出搖滾團體和最佳搖滾錄影帶。同年五月，團員們為一項名為『肉體政治』的情色展覽捐出一萬美金。

### 1993
“Get A Grip”的專輯一發行後，便拿下了專輯排行榜的第一名席次，並且賣了500萬張之多，“Livin’ On The Edge”更是獲得了全美音樂大獎，“Livin’ On The Edge”“Cryin’”“Crazy”和“Amazing”更是雙雙打入了Billboard排行榜，也將史密斯飛船（Aerosmith）帶到世界的超級流行樂團領航者的地位。這時，哥倫比亞唱片公司也重新發行了從史密斯飛船（Aerosmith）先前在該公司錄製的12張專輯的精選集“Box Of Fire”。

### 1994
八月的一個星期六的晚上史密斯飛船（Aerosmith）參加一個搖滾盛事《1994 Woodstock》當晚參加演出的有“Metallica”“Blind Mellon”和“Nine Inch Nails”。該年度的“Get A Grip”世界巡迴演唱會更是橫掃了北美洲、加拿大、歐洲和日本，並且首次前往拉丁美洲阿根廷表演。在葛萊美獎的頒獎典上表演了“Livin’ On The Edge”一曲，而“Cryin”一曲也在MTV頒獎典禮上大出風頭。
Best Video - “Cryin”
Best Group Video - “Cryin”
Viewer's Choice Award - “Cryin”

### 1995-96
史密斯飛船（Aerosmith）以一首“Crazy”獲得了第37屆葛萊美獎殊榮。

### 1997
“Nine Lives”的專輯問世，這是史密斯飛船（Aerosmith）首次第一週上榜、並且得到Billboard冠軍的專輯，另外在史密斯飛船（Aerosmith）官方網站第一天就有超過55萬的人去看。身為史密斯飛船（Aerosmith）的第十二張專輯，發行的四週內一共在六個國家獲得金唱片、一個白金唱片和二個雙白金(其中一個是美國)。專輯主打歌“Falling In Love Is Hard On The Knees”也獲得了MTV獎的最佳搖滾錄影帶。

### 1998
史密斯飛船（Aerosmith）第二次獲得了葛萊美獎的提名。
Best Rock Album -“Nine Lives”
Best Rock Performance by a Duo or Group - “Falling In Love Is Hard On The Knees”
同年三月，史密斯飛船（Aerosmith）在日本為他們新專輯“Nine Lives”展開巡迴演唱，並在日本的Yahoo網路上和5000位歌迷閒談。
4月29日在阿拉斯拉演出時，長期受膝傷所苦的主唱史蒂芬·泰勒（Steven Tyler）再度受傷，因而推遲了北美洲的18場演出、且取消了20場歐洲巡迴演唱會，這是史密斯飛船（Aerosmith）首次遭受的飛行挫敗，但也在這個時候他們為電影“世界末日”錄製了主題曲“I Don't Wanna Miss A Thing” ，該歌曲隨著世界各地的強力放送造成轟動。
1998年的6月23日發行原聲帶，裡面包括了史密斯飛船（Aerosmith）的四首歌“I Don't Wanna Miss a Thing”, “What Kind of Love are You On?”, “Sweet Emotion”, and “Come Together”，這張專輯發行不久後便登上了Billboard專輯且蟬連冠軍兩週，四週內獲得了白金唱片。八月“I Don't Wanna Miss a Thing”稱霸英美排行榜，也是他們的第一首Billboard冠軍單曲，最後他們又在MTV大獎中獲得二項大獎：
Best Rock Video - “Pink”
Best Video From a Film - “I Don't Wanna Miss a Thing”

### 1999
史密斯飛船（Aerosmith）獲得了葛萊美獎的最佳搖滾團體獎。

### 2008
該年八月主唱史蒂芬·泰勒（Steven Tyler）在美國南達科他州演出時不慎從舞台上跌落，導致史密斯飛船（Aerosmith）不得不取消了當年夏天剩餘的演出。

### 2009
主唱史蒂芬·泰勒（Steven Tyler）於12月15日通過發言人表示，宣布確定退出樂團，將全心戒毒調養身體。樂團成員對此表示：“尋找一名新的主唱是一個很大的問題，其實我們都知道史蒂芬·泰勒的位置是無法取代的，我們也真的希望能夠在一起繼續演出。我們在一起已經有四十年了，這是一個里程碑式的時刻，我們真的希望能夠一起慶祝。”但最後泰勒仍然還是樂團的一員。

### 2010-13
2月3日傳出樂團有意更換主唱，使得主唱史蒂芬·泰勒（Steven Tyler）發出律師信函警告樂團經理霍華．考夫曼立刻打消這個念頭。
同年泰勒受邀成為美國偶像第十季的評審之一。
在2010年11月NME.com的採訪中，鼓手Joey Kramer證實樂團肯定會在2011年完成並發行他們相隔已久的新專輯，並表示：“說真的，在這個時間點，唯一能阻止我們的只有某人與世長辭。此外，我們已經經歷了這麼多風風雨雨並通過時間的考驗，還有什麼能阻礙我們呢？
2011年3月20日，史密斯飛船(Aerosmith)宣布推出新的最熱門專輯《Tough Love: Best of the Ballads》，並於2011年5月10日發行。
2011年5月14日，樂團宣布將於 2011年秋季在拉丁美洲巡迴演出。
6月，Joe Perry宣布樂團將在7月份進行下一張專輯的錄音。
8月30日，宣布新專輯將於2012年5月左右發行，新專輯將由1970年代為史密斯飛船(Aerosmith)製作了四張專輯的Jack Douglas製作。
10月22日，史密斯飛船(Aerosmith)在秘魯利馬開始了他們在拉丁美洲和日本的秋季巡演，這趟巡迴也是他們表演生涯中第一次在巴拉圭、巴拿馬和厄瓜多爾進行演出，然而期間發生意外，在巴拉圭亞松森的演出被迫延後了一天，原因是主唱史蒂芬·泰勒（Steven Tyler）因為食物中毒脫水導致他暈倒在飯店房間的淋浴間，並且摔倒時弄傷臉部。
2012年3月26日，史密斯飛船(Aerosmith)宣布與搖滾樂團Cheap Trick合作舉辦名為“全球暖化之旅”的夏季巡演，橫跨五大洲共計82場演唱會。
5月23日，史密斯飛船(Aerosmith)在該季美國偶像季終推出了他們的新單曲《Legendary Child》。不久之後，也宣布他們的第十五張錄音室專輯“Music from Another Dimension!”將於2012年11月6日發行。
2013年2月20日，史密斯飛船(Aerosmith)宣布樂團的主要詞曲作者史蒂芬·泰勒（Steven Tyler）和Joe Perry將在4月17日的第30屆流行音樂獎上獲得ASCAP創始人獎。兩天後，宣布兩人將在6月13日入選創作人名人堂。
2013年4月下旬到5月上旬，史密斯飛船(Aerosmith)將他們的全球變暖之旅擴展到澳大利亞、新西蘭、菲律賓、印度尼西亞和新加坡。是樂團23年來再次到澳大利亞演出，也是樂隊在後面四個國家的首次演出。

### 2016
6月25日，68歲樂團主唱史蒂芬·泰勒（Steven Tyler）接受美國知名電台主持人霍華史登訪問時，坦言：「我很愛這個樂團，非常愛，如果可以，我願意粉碎任何關於樂團要結束、我們要辦告別巡演的這些想法，但時候真的到了...」史登驚訝問他：「所以這代表你們永遠結束了？」泰勒給出讓歌迷心碎的答案：「是的。」，預計2017年舉辦告別巡迴演唱會，巡迴結束後樂團隨之解散宣布退出樂壇，但史蒂芬·泰勒（Steven Tyler）也表示巡迴可能會持續到永遠。

### 2018
2018年8月15 日，史密斯飛船(Aerosmith)在NBC節目Today中，宣佈將在拉斯維加斯駐地演唱會，並命名為“ Aerosmith：Deuces are Wild ”，代表賭城拉斯維加斯和他們1994年的同名單曲。於Park Theater劇場演出，每場表演長度約90分鐘，由受奧斯卡與艾美獎肯定的特效團隊操刀，提供美國最具凝聚力和最激動人心的視聽饗宴。

### 2019至今
2019年1月，Joe Perry 表示他和史蒂芬·泰勒（Steven Tyler）將開始為新專輯錄製新內容。
史密斯飛船(Aerosmith)在拉斯維加斯駐地演出期間為2019年4月、6月、7月和9月到12月間，此外更計劃爭取在Park Theater劇場增加演出檔期至2020年1月、2 月、5月和6月（然而2020年的演出因COVID-19大流行而縮短）。
2019年2月14日，史密斯飛船(Aerosmith)原定在好萊塢星光大道上接受星星獎章，但由於天氣惡劣，儀式和工程延後舉辦。
除了拉斯維加斯的固定演出，2019年7月中旬，樂團也在明尼蘇達州的一場音樂節活動上演出。2019年8月，他們在馬里蘭州、新澤西州和馬薩諸塞州的三個米高梅場地共舉辦了九場演出。2019年4月，鼓手Joey Kramer後肩部受輕傷被迫退出樂團，拉斯維加斯駐地的幾場表演則由他的鼓技師John Douglas代替登台。
同年11月，Joey Kramer告訴媒體儘管他已康復，但他還是不被允許重新回到樂團，因為樂隊回應他的演奏“不符合史密斯飛船(Aerosmith)的標準”。雙方的爭論導致2020年1月發生一連串的訴訟，最後Joey Kramer於2020年2月重新加入史密斯飛船(Aerosmith)。
2019年，宣布舉辦歐洲巡演，原定將於2020年夏天拉斯維加斯駐地演唱會結束後進行，但由於COVID-19大流行被迫將之後的各項演唱會計畫取消，其中包含意義非凡的2020年9月波士頓50週年紀念演唱會。歐洲巡迴一開始重新安排在2021年夏季開始，但由於疫情持續流行，便再次延後到2022年夏季。

## 现在的阵容
- 史蒂芬·泰勒　—　主唱（1970年—現在）
- 喬·佩里　—　吉他（1970年—1979年，1984年—现在）
- 布拉德·惠特福德　—　吉他（1971年—1981年，1984年—现在）
- 汤姆·汉密尔顿　—　贝斯（1970年—现在）
- 乔伊·克雷默　—　鼓和打击乐器（1970年—现在）

### 前成员
- 雷·塔班諾　—　吉他（1970年—1971年）
- 吉米·克雷斯波　—　吉他（1979年—1984年）
- 里亚克·杜非　—　吉他（1981年—1984年）

## 專輯
Aerosmith (1973)
Get Your Wings (1974)
Toys in the Attic (1975)
Rocks (1976)
Draw the Line (1977)
Live! Bootleg (1978)
Live Radio Broadcast (1978)
Night in the Ruts (1979)
Aerosmith's Greatest Hits (1980)
Let The Music Do The Talking (1980)
Rock in a Hard Place (1982)
Done with Mirrors (1985)
Classics Live! (1986)
Permanent Vacation (1987)
Sweet Emotion - Hampton Civic Center, VA 16 Nov 1987 【Live FM Radio Broadcast Concert In Superb Fidelity】 (1987)
Gems (1988)
Pump (1989)
Coming Clean (1990)
Pandora's Box (1991)
Get a Grip (1993)
Big Ones (1994)
The Interview Sessions (1994)
Transmissions: Live on Air (1994)
In Conversation (1995)
Nine Lives (1997)
A Little South Of Sanity (1998)
I Don't Want To Miss A Thing EP (1998)
Just Push Play (2001)
The Essential Aerosmith (2002)
Honkin' On Bobo (2003)
Honkin' on Bobo (2004)
The Very Best of Aerosmith: Devil's Got a New Disguise (2006)
20th Century Masters: The Millennium Collection: The Best Of Aerosmith (2007)
Tough Love: Best Of The Ballads (2011)
Live On Air (2011)
Music from Another Dimension! (2012)
Live At Central Park, NY, Aug 29Th 1975  (2015)
Live At The Boston Club, MA, 3Rd Dec 1980 (2015)
Rehabilitation (2015)
Boston Clib, December 3rd, 1980 (Doxy Collection, Remastered, Live on Fm Broadcasting) (2015)
Central Park, New York, August 29th, 1975 (Doxy Collection, Remastered, Live on Fm Broadcasting) (2015)
Veteran's Auditorium, Columbus, Oh. March 24th, 1978 (Doxy Collection, Remastered, Live on Fm Broadcasting) (2015)
Pennsylvania Tower Theater, March 26th, 1978 (Doxy Collection, Remastered, Live on Fm Broadcasting) (2015)
Aragon Ballroom, Chicago, March 23rd, 1978 (2016)
Civic Auditorium, Santa Monica, April 8th, 1978 (Hd Remastered Version) (2016)
Mama Kins, Boston, December 19th, 1994 (2016)
Hampton Civic Center, Virginia, November 16th, 1987 (Hd Remastered Version) (2016)
Woodstock, Saugerties, New York, August 13th, 1994 (Hd Remastered Version) (2016)
Spectrum, Philadelphia, January 19th, 1990 (Hd Remastered Version) (2016)
Foxboro Stadium, Mass. September 6th, 1993 (2016)
Orpheum Theater, Boston, February 14th, 1984 (2016)
Joe Freeman Coliseum, San Antonio 20th, 1982 (2016)
MTV Unplugged, Ed Sullivan Theater, New York, August 11th 1990 (Hd Remastered Edition) (2016)
MTV Unplugged, Ed Sullivan Theater, New York, August 11th 1990 (Doxy Collection, Remastered, Live on Fm Broadcasting) (2016)
Legendary FM Broadcasts - Hampton Civic Centre 16th November 1987 (2017)
Live On Stage FM Broadcasts - Hampton Civic Centre 16th November 1987 (2017)
Central Park, New York, 1975 (Hd Remastered Edition) (2018)
Boston Club, Boston, 1980 (Hd Remastered Edition) (2018)
Veteran's Auditorium, Columbus, Ohio, 1978 (Hd Remastered Edition) (2018)
Tower Theater, Philadelphia, March 26, 1978 (Hd Remastered Edition) (2018)
AEROSMITH - BAYING AT THE MOON (2019)
AEROSMITH - TRANSMISSIONS (2019)
Aerosmith Live - Part One (2019)
Aerosmith Live - Part Two (2019)
Aerosmith Comes Homes To Boston (Live) (2019)
Unplugged (Live 1990) (2019)
Sweet Emotion (Live) (2020)
Livin' On The Edge (Live) (2020)
Lick and a Promise (Live) (2020)
Get It Up (Live) (2020)
The Ultimate Live Broadcasts Collection, Vol. 1 (2021)
Sing It With Me (Live '75) (2021)
Transmissions (Live On Air) (2021)
Same Old Song and Dance: Aerosmith Live Radio 1978 (2021)
Get The Lead Out Aerosmith Recordings (2021)

## 混杂
日本漫画《JoJo的奇妙冒险：黄金之风》中主角之一纳兰迦·吉尔各的替身名字史密斯飞船来自于该组合。

## 遊戲
- 《Revolution X》(1994年5月23日)
- 《Guitar Hero: Aerosmith》(2008年6月26日)